# Moritz Gröbe
Moritz August Gröbe, uváděn také jako Mořic nebo Mauritius Groebe, (14. září 1828 Kahle u Nonneberku – 5. března 1891 Vršovice) byl německý podnikatel působící v Čechách.

## Život
Byl zaměstnán stavební firmou Vojtěcha Lanny staršího v době jejího působení v Českých Budějovicích. Firma se zabývala především stavbou mostů, nábřeží, jezů a zdymadel a také stavbou železničních tratí. Firma poté přesídlila do Prahy, kde se Moritz Gröbe stal se nejprve jejím prokuristou, poté od roku 1869 společníkem Tomáše Lanny, mladšího bratra Vojtěcha Lanny staršího a následně i společníkem firmy A. Lanna a J. Schebek. Největší účast měl Gröbe v těchto firmách při stavbě železničních tratí. Protože firma byla známá svou odbornou způsobilostí a solidností, dostávala velké množství zakázek, díky čemuž získal i Gröbe velký majetek a mohl tedy uskutečnit velkolepý záměr výstavby vily v Grébovce. V roce 1881 Moritz Gröbe po mrtvici ochrnul a zůstal upoután na pojízdné křeslo.
Byl pohřben na německém evangelickém hřbitově ve Strašnicích.

## Gröbova vila
Moritz Gröbe si nechal vybudovat na Královských Vinohradech u Prahy rozsáhlý zahradní areál nynějších Havlíčkových sadů s budovou monumentální neorenesanční, tzv. Gröbovy vily. Areál se budoval v letech 1871 až 1888. Celkový náklad na vybudování areálu byl 1 760 000 rakousko-uherských korun, což odpovídá ceně cca 500 kg zlata, tedy v současných cenách cca 500 milionů Kč.[zdroj?]
V říjnu 1905 zakoupilo vilu město Královské Vinohrady za 841 000 korun se záměrem otevřít zde od května 1906 veřejné sady.

## Zajímavost
Po úmrtí upozornil český tisk na odkaz Moritze Gröbeho, který pamatoval výhradně na podporu německých záležitostí (vzdělávací spolky apod.). Současně upozornil, že sice odkázal 300 zl. chudým, ale pouze nemajetným z německé říše. Tisk uvedl tyto údaje jako doklad nepřátelství zemřelého vůči českému národu.